# BenQ
BenQ Corporation (chinois traditionnel : 明基電通股份有限公司 ; pinyin : Míngjī diàntōng gǔfèn yǒuxiàn gōngsī) est une société taïwanaise, dont le siège est situé à Taoyuan. BenQ est l'acronyme de Bringing Enjoyment N Quality to life.

## Histoire

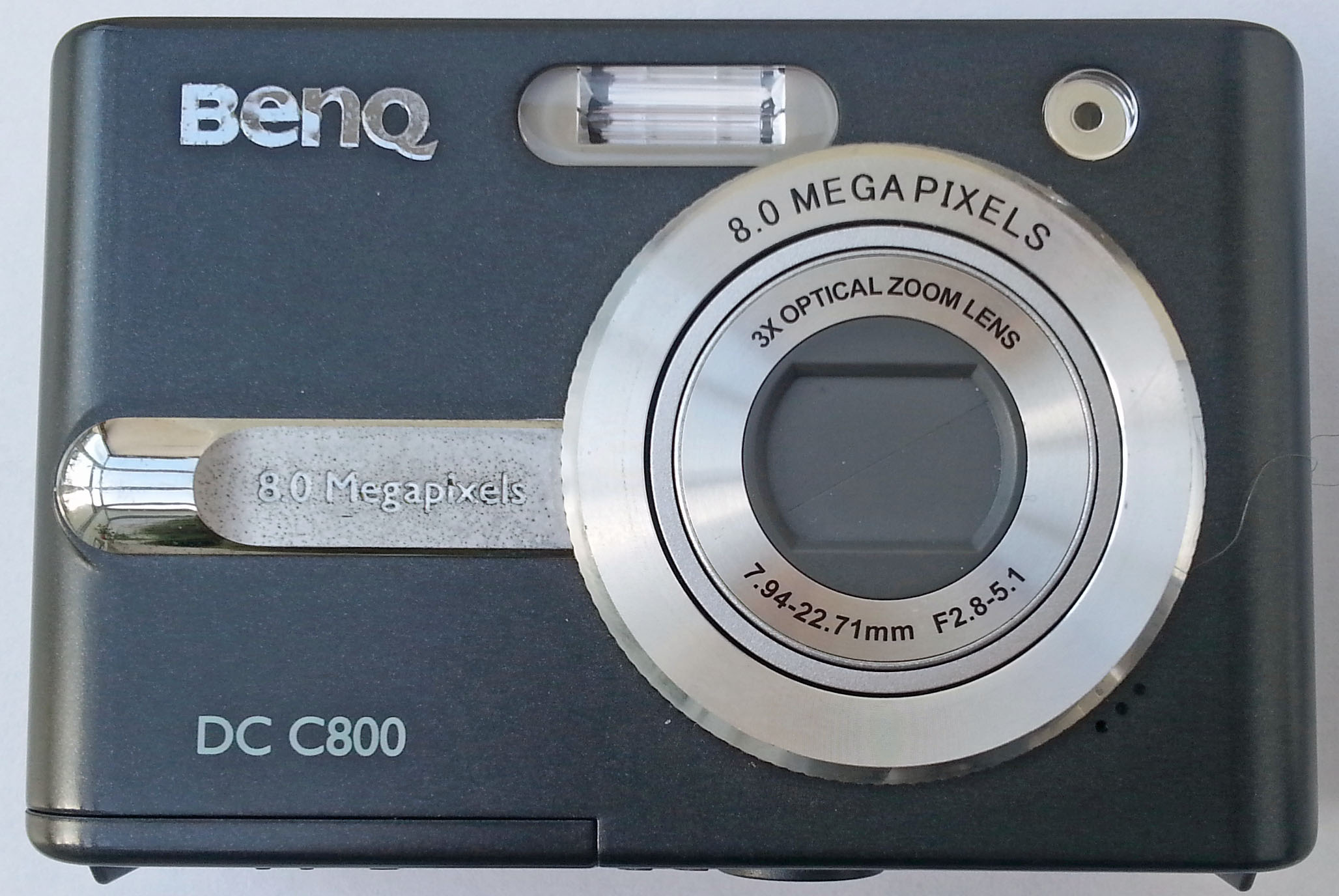
Appareil photo BenQ DC C800.

L'entreprise acquiert son indépendance de Acer le 5 décembre 2001 en étant dotée des divisions communications et multimédia de sa maison mère qui se recentrait sur la production et la distribution d'ordinateurs et de moniteurs. BenQ est depuis spécialisé dans la conception, production et la vente de produits électroniques destinés au grand public tels que : les périphériques informatique (claviers, souris, moniteurs, vidéo projecteurs…), les appareils mobiles (baladeurs, lecteurs MP3 Joy Bee, appareils photo numériques, téléphones) et les ordinateurs portables et media centers[Quoi ?].
le 1er octobre 2005, BenQ acquiert la majeure participation de la branche communication mobile de Siemens, et la rebaptise BenQ-Siemens. En 2006, BenQ annonce la faillite de cette division, à la suite de cela et sans avoir trouvé de repreneur, BenQ cesse la production de ses téléphones mobiles de presque 70 %, sauf en Asie où la marque reste un des leaders dans le secteur des télécommunications mobiles.
Les usines de BenQ sont basées à Taïwan et en Chine, son chiffre d'affaires en 2004 s'établit à 5,7 milliards de dollars et 10 100 personnes étaient employées. Le fonctionnement d'un groupe tel que BenQ est particulier : les filiales sont autonomes et cotées en bourse, les liens capitalistiques sont très nombreux entre ces entreprises et d'autres acteurs majeurs à Taïwan. Depuis peu[Quand ?], les filiales et les participations du groupe BenQ sont réunies sous la holding Qisda dont le groupe BenQ est une filiale à 100 %.

## Entreprises affiliées
Le groupe comprend :
- BenQ Corp., développement et production de téléphones mobiles (marque BenQ Mobile et Siemens Mobile), ordinateurs, et périphériques. BenQ Mobile GmbH dépose le bilan le 29 septembre 2006.
- AU Optronics Corp., production de dalles pour moniteurs plats.
- Darfon Electronics Corp., production de claviers et souris, de composants pour moniteurs plats et pour téléphone mobiles.
- Daxon Technology Inc., recherche et développement dans les composants pour lecteurs et graveurs optique et composants pour moniteurs.
- Airoha Technology Corp., recherche et développement de technologies sans-fil (Wi-Fi, GPRS, GSM).
- Copax Photonics Corp., composants optique.
- Darly Venture Inc., investissement et gestion de capitaux.
- BenQ Guru Software Co., Ltd., fournisseur de solutions et service e-business pour entreprises.
- Cando Corp., recherche, développement et production de filtres couleur pour moniteurs plats.
- Philips BenQ Digital Storage, coentreprise entre Royal Philips Electronics et BenQ spécialisée dans la production de périphériques optiques.
- Raydium Semiconductor Corp.

## Produits

### ZOWIE Esports Gear
Le 10 décembre 2015, BenQ annonce Zowie Gear en tant que nouvelle division de jeux esports. Leurs nouveaux produits comprennent des souris, des tapis de souris, des moniteurs et d'autres accessoires de jeu.Les moniteurs esports BenQ ZOWIE sont utilisés par environ 63 % des joueurs professionnels.
En septembre 2022, BenQ annonce le lancement de son moniteur XL2566K 360Hz. En janvier 2023, BenQ annonce le lancement de la série de souris sans fil ZOWIE EC-CW.

### MOBIUZ Gaming
En juillet 2020, BenQ annonce le lancement de sa nouvelle série d'écrans Gaming MOBIUZ. Les écrans MOBIUZ présentent une nouvelle technologie adaptative nommée HDRi qui optimise l'effet HDR en fonction des conditions de luminosité, des haut-parleurs treVolo by BenQ intégrés, ainsi qu'une technologie propre pour protection oculaire intitulée Eye-Care. Les écrans sont disponibles dans les résolutions d'images suivantes : FHD, QHD et UHD. Les fréquences de rafraîchissement des écrans vont de 144Hz à 165Hz et la latence native est standardisée à 1 ms. En 2022, BenQ MOBIUZ s'associe à Techland et présente l'EX3210R : Dying Light 2 Stay Human Night Runner's Edition Curved Monitor (édition limitée). Cet écran incurvé 1000R aux couleurs du jeu est un modèle 32 pouces, il est équipé d'un système de son ainsi que de la technologie HDRi. En février 2023, BenQ annonce le lancement de son premier moniteur OLED, baptisé MOBIUZ EX480UZ.

## Sponsors
BenQ sponsorise de nombreuses entreprises ou équipes Esport comme Gambit Gaming, anciennement connu comme Moscow F1ve.